# 南清水
南清水（みなみしみず）は、兵庫県尼崎市北東部の大字。尼崎市園田地区に含まれる。おおよその範囲は、町村制施行以前の旧川辺郡南清水村にあたる。郵便番号661-0985。

## 地理

### 町内の小字
1961年発行の「最新尼崎市精図(1961年)」には、以下の6つの小字が表記されている。
- 松内
- 中野
- 稲荷
- 西口
- 掛塚
- 片山

現在はこれらの小字は使用されない。

## 歴史
1873年以前は、川辺郡清水村であった。
- 1873年（明治6年） - 川辺郡内の同名村（現・猪名川町）と区別するため南清水村と改称。
- 1889年（明治22年）4月1日 - 町村制施行に伴い、園田村の一部となる。
- 1947年（昭和22年）3月1日 - 園田村が尼崎市に編入され、同市の大字となる。
- 1987年（昭和62年） - 住居表示により南清水となる。
- 1991年（平成3年） - 一部が塚口本町・猪名寺となる。

## 世帯数と人口
2021年（令和3年）3月31日現在の世帯数と人口は以下の通りである。
| 町丁   | 世帯数    | 人口    |
| ------ | --------- | ------- |
| 南清水 | 1,221世帯 | 2,263人 |

## 小・中学校の学区
市立小・中学校に通う場合、学区は以下の通りとなる。
| 番・番地等         | 小学校               | 中学校             |
| ------------------ | -------------------- | ------------------ |
| 37番32～35号を除く | 尼崎市立園田北小学校 | 尼崎市立園田中学校 |
| 37番32～35号       | 尼崎市立園田小学校   | 尼崎市立園田中学校 |

## 交通

### 鉄道
町内に鉄道駅はない。

### 道路
- 大阪府道・兵庫県道41号大阪伊丹線

## 施設
- 南清水福祉会館 - 南清水字稲荷16
- 南清水須佐之男神社 - 南清水字稲荷16